# Schoutedenius albogriseus
Schoutedenius albogriseus är en skalbaggsart som beskrevs av Stefan von Breuning 1954. Schoutedenius albogriseus ingår i släktet Schoutedenius och familjen långhorningar.
Artens utbredningsområde är Kenya. Inga underarter finns listade i Catalogue of Life.